# Tekija na vrelu Bune
Tekija na vrelu Bune (poznata i kao Blagajska tekija), derviški hram u Blagaju. Pripadala je halvetijskom, a danas je u funkciji derviša nakšibendijskog tarikata. 

## Povijest
Pokraj izvora rijeke Bune u Blagaju kod Mostara, nalazi se tekija s turbetom. Prema navodima Elvije Čelebije tekiju je utemeljio Zijauddin Ahmed ibn Mustafa, koji je rođen u Mostaru, a studirao u Istanbulu. Bio je murid (učenik) šejha Muslihuddina Užičanina i njegovih sinova Hasana i Isaa. Današnja zgrada tekije potječe iz 1851. godine, a podigao je u baroknom stilu Omer-paša Latas, na molbu tadašnjeg šejha ove tekije Ačik-baše. Nije poznato kada je prvotno na ovom mjestu sagrađena tekija. Evlija Čelebija spominje da je jednu halvetijsku tekiju na tom mjestu podigao mostarsku muftija. Smatra se, da je tekiju sagradio mostarski muftija Ahmed Zijauddin, koji je umro 1697. godine. Uz tekiju se nalazi i jedno turbe s dva sanduka. Ko je tu ukopan nema pisanih tragova. Za jedan mezar se zna, da tu leži šejh Ačik-baša, koji je umro 1860. godine. Drugi mezar pripisuje se čuvenom šejhu Sari Saltuku. To je jedan od njegovih osam poznatih mezara rasijanih po cijelom nekadašnjem Osmanskom Carstvu.
Tekija na vrelu Bune je nekoliko puta stradala. Bivala je oštećena zbog odrona stijena i koščela iznad samog izvora, pa je i više puta obnavljana. Oko 1920., jedna stijena je otkinula tekijsku semahanu koja je bila iznad same rijeke. Posljednji veći zahvat na restauraciji i konzervaciji tekije izvršen je 1952. godine.